# 天橋驕子：全明星 (第二季)
《天橋驕子：全明星》第二季是一個有關時裝設計的實境競賽節目，在2012年10月25日由美國Lifetime頻道首播。而本節目並為真人秀節目《天橋驕子》的衍生節目《天橋驕子：全明星》的第二季。
本季的節目主持人為超級名模Carolyn Murphy，而她並會聯同時裝設計師Georgina Chapman以及時裝設計師Isaac Mizrahi一同擔任節目的常座評審。而《Marie Claire》總編輯Joanna Coles並同樣作為設計師的指導顧問。
本季有13位曾參加歷屆《天橋驕子》的設計師重返比賽，爭取在歷屆《天橋驕子》中未能獲得的冠軍。而本季的勝出設計師會獲得與「Nine West」發佈其設計的成衣和迷你系列的機會；《Marie Claire》的雜誌內頁特別專訪，並且作為其客座編輯一年；「Laura Mercier」提供的環球時裝週奢華之旅，前往巴黎、倫敦、米蘭以及東京；由「hp」提供為期一年的工作室及科技支援；「Brother Industries」提供的縫紉室和縫紉設備以及15萬美元的獎金。

## 設計師
- 按名字序：

| 設計師                | 參賽季度 |
| --------------------- | -------- |
| Althea Harper         | 第6季    |
| Andrae Gonzalo        | 第2季    |
| Anthony Ryan Auld     | 第9季    |
| Carlos Casanova       | 第8季    |
| Emilio Sosa           | 第7季    |
| Ivy Higa              | 第8季    |
| Joshua McKinley       | 第9季    |
| Kayne Gillaspie       | 第3季    |
| Laura Kathleen Planck | 第9季    |
| Peach Carr            | 第8季    |
| Stephen "Suede" Baum  | 第5季    |
| Uli Herzner           | 第3季    |
| Wendy Pepper          | 第1季    |

## 挑戰排名
| 設計師         | 1    | 2    | 3    | 4    | 5    | 6    | 7    | 8    | 9    | 10   | 111  | 12     | 淘汰集數                                         |
| -------------- | ---- | ---- | ---- | ---- | ---- | ---- | ---- | ---- | ---- | ---- | ---- | ------ | ------------------------------------------------ |
| Anthony Ryan   | WIN  | IN   | HIGH | WIN  | HIGH | HIGH | HIGH | WIN  | WIN  | LOW  | WIN  | 勝出者 | 12 - Finale: Go Big Or Go Home                   |
| Emilio         | IN   | IN   | WIN  | HIGH | WIN  | LOW  | IN   | HIGH | LOW  | LOW  | HIGH | 第2名  | 12 - Finale: Go Big Or Go Home                   |
| Uli            | IN   | WIN  | IN   | IN   | HIGH | HIGH | WIN  | HIGH | HIGH | HIGH | LOW  | 第3名  | 12 - Finale: Go Big Or Go Home                   |
| Joshua         | IN   | IN   | IN   | LOW  | IN   | IN   | LOW  | IN   | LOW  | WIN  | OUT  |        | 11- Couture de France                            |
| Ivy            | HIGH | HIGH | HIGH | IN   | IN   | LOW  | LOW  | LOW  | OUT  |      |      |        | 9 - There's No Business Like Sew Business        |
| Laura Kathleen | IN   | IN   | LOW  | HIGH | LOW  | WIN  | HIGH | OUT  |      |      |      |        | 8 - Flapper Fashion Face-Off                     |
| Casanova       | HIGH | HIGH | IN   | IN   | LOW  | IN   | OUT  |      |      |      |      |        | 7 - An Unconventional Nightmare Before Christmas |
| Althea         | IN   | IN   | IN   | LOW  | IN   | OUT  |      |      |      |      |      |        | 6 - Green Dress for the Red Carpet               |
| Kayne          | IN   | LOW  | LOW  | IN   | OUT  |      |      |      |      |      |      |        | 5 - You've Got Male                              |
| Andrae         | LOW  | LOW  | IN   | OUT  |      |      |      |      |      |      |      |        | 4 - Made in the USA Today                        |
| Suede          | LOW  | IN   | OUT  |      |      |      |      |      |      |      |      |        | 3 - Up Your Aerosol                              |
| Wendy          | IN   | OUT  |      |      |      |      |      |      |      |      |      |        | 2 - Put On Your Dancing Shoes                    |
| Peach          | OUT  |      |      |      |      |      |      |      |      |      |      |        | 1 - Redemption on the Runway                     |

^Note 1 ：鑑於評審們在淘汰人選方面未能達成共識，因此評審們決定讓獲得低分的設計師（Joshua和Uli）在T台上進行「一小時加時賽」。
  其背景色表示設計師為《天橋驕子：全明星》第二季勝出者
  其背景色表示設計師於該挑戰中獲勝
  其背景色表示設計師於該挑戰中獲得第二高分，但沒有獲勝
  其背景色表示設計師於該挑戰中獲得第三高分，但沒有獲勝
  其背景色表示設計師於該挑戰中為最後第三名，但沒有被淘汰
  其背景色表示設計師於該挑戰中為最後第二名，但沒有被淘汰
  其背景色表示於該挑戰中被淘汰的設計師

## 各集簡介
- 常座評審皆為：Carolyn Murphy、Georgina Chapman（英语：Georgina Chapman）、Isaac Mizrahi（英语：Isaac Mizrahi）

### 第1集：Redemption on the Runway
來自歷屆《天橋驕子》的13位設計師重返比賽，爭取其在《天橋驕子》中與其失之交臂的冠軍。
本次挑戰設計師須分為兩隊，每隊設計師須以「Confident」作為靈感主題設計一個迷你系列，而系列內的作品數量並須與隊內設計師的人數雷同，而每位設計師會有250美元的預算以及一天的時間完成作品。
| 設計隊伍和主題 | 隊員                                                   |
| -------------- | ------------------------------------------------------ |
| Confident      | Althea、Anthony Ryan、Casanova、Ivy、Kayne、Uli、Wendy |
| Bold           | Andrae、Emilio、Joshua、Laura、Peach、Suede            |

- 客座評審：
  - Rachel Roy（英语：Rachel Roy），時裝設計師
  - 蒙多·格拉，時裝設計師／《天橋驕子》第八季的參賽設計師／《全明星》第一季的勝出者

### 第2集：Put On Your Dancing Shoes
設計師來到了「Nine West」的陳列室，並被告知須以迪斯科和其由「Nine West」潮鞋系列中揀選一款鞋子作為靈感，設計一款與其揀選的鞋子配搭的派對服飾，並會有200美元的預算以及一天的時間完成作品。
- 客座評審：Rafé Totengco（英语：Rafé Totengco），「Nine West（英语：Nine West）」女裝手提包設計創意總監

### 第3集：Up Your Aerosol
設計師須運用塗鴉工具在7碼長的白布和雪紡上自創花紋，並運用其花紋布料設計一款時裝。設計師並會有50美元的預算購買其他所需的布料以及兩天的時間（第一天設計花紋及購買布料，第二天製作時裝）完成作品。
- 客座評審：Jeffrey Costello（英语：Jeffrey Costello）以及Robert Tagliapietra（英语：Robert Tagliapietra），兩人皆為時裝品牌「Costello Tagliapietra（英语：Costello Tagliapietra）」創辦人兼首席設計師

### 第4集：Made in the USA Today
設計師須揀選一張由《天橋驕子》的粉絲們提供的照片作為靈感設計一款時裝，並會有150美元的預算以及一天的時間完成作品。
- 客座評審：
  - Tavi Gevinson，時尚博客
  - Charlotte Ronson（英语：Charlotte Ronson），時裝設計師

### 第5集：You've Got Male
餘下的設計師須以「中性風」作為本次挑戰的主題設計一款前衛派時裝，而設計師會有150美元的預算以及一天的時間完成作品。
隨後在當晚，Georgina帶來了9位男模來到工作室，並告知設計師須另外設計一款與其設計呼應的男裝，同樣地設計師並會有150美元的男裝布料預算以及額外的一天時間完成兩款作品。
- 客座評審：
  - Jason Wu，時裝設計師
  - Robert Rodriguez，時裝設計師

### 第6集：Green Dress for the Red Carpet
設計師被帶到「The High Line」，並在該處被告知須運用其所揀選的一款環保布料以及在過往挑戰中餘下的布料設計一款環保的紅毯禮服，設計師會有一天的時間完成作品。
- 客座評審：黛安·馮·菲斯滕貝格，時裝設計師／「CFDA」（英语：Council of Fashion Designers of America）主席

### 第7集：An Unconventional Nightmare Before Christmas
餘下的設計師須以聖誕用品作為本次挑戰的材料設計一款時裝，但其設計卻不能與「聖誕」息息相關，設計師會有350美元的預算以及一天的時間完成作品。
- 客座評審：
  - La La Anthony（英语：La La Anthony），電視演員／製作人
  - Kylie Minogue，歌手

### 第8集：Flapper Fashion Face-Off
設計師須以1920年代的女性風格為靈感，設計一款與其分配到的出席場合相應的摩登時裝，而同樣本次挑戰設計師並須與另一位與其場合主題相同的設計師進行時尚對決，設計師會有250美元的預算以及一天的時間完成作品。
| 出席場合               | 設計師與其對手        |
| ---------------------- | --------------------- |
| Afternoon Garden Party | Emilio VS Joshua      |
| After Hours Speakeasy  | Anthony Ryan VS Ivy   |
| Evening Social Soiree  | Laura Kathleen VS Uli |

- 客座評審：
  - Gretchen Mol，演員／模特兒
  - Jenni Packham（英语：Jenni Packham），時裝設計師

### 第9集：There's No Business Like Sew Business
設計師來到了時裝設計師Elie Tahari在第五大道的工作室，並被告知須為其同名品牌設計一款成衣，而銷售價格必須介乎在500-700美元，因此設計師須在其工作室內自行選取布料後交由估價師估算售價，而設計師並會有一天的時間完成作品。
- 客座評審：
  - Elie Tahari，時裝設計師
  - Stacy Keibler（英语：Stacy Keibler），演員／模特

### 第10集：All Stars and Stripes
設計師須為一位退役女兵設計一款用作出席活動的時裝，並會有150美元的預算以及一天的時間完成作品。
- 客座評審：
  - Katie Holmes，演員
  - Carmen Marc Valvo（英语：Carmen Marc Valvo），時裝設計師

### 第11集：Couture de France
設計師被告知須設計一款高級定制時裝，並且會前往法國巴黎選購布料。而在選購布料前，時裝品牌「Valentino SpA」並邀請設計師參觀其工作室，其後更邀請設計師觀看其時裝週。設計師會有3,000歐羅的預算以及一天的時間完成作品。
- 客座評審：Cynthia Rowley（英语：Cynthia Rowley），時裝設計師

### 第12集：Finale: Go Big Or Go Home
設計師須在四天的時間內完成一個迷你系列，而同樣其並能夠自行決定系列主題和作品數量。設計師會有3,000美元的預算，其後會在第五日的時裝週展示其迷你系列。最後，評審們會透過點出其系列的優缺點，並選出本季的勝出者。
- 客座評審：
  - Liv Tyler，模特／演員
  - Margherita Missoni（英语：Margherita Missoni），時裝品牌「Missoni」成員之一

## 站外連結

### 節目網站
- Project Runway All Stars Official Network Site 天橋驕子：全明星 (第二季)官網 (英)

| 前任： 第1季        | 天橋驕子：全明星 第2季                   | 繼任： 第3季                |
| 前任： Mondo Guerra | 天橋驕子：全明星優勝者 Anthony Ryan Auld | 繼任： Seth Aaron Henderson |